# 이매뉴얼 아제망바두
이매뉴얼 아제망바두(Emmanuel Agyemang-Badu, 1990년 12월 2일 ~ )는 가나의 축구 선수로 현재 중국 갑급리그의 칭다오 FC에서 미드필더로 뛰고 있다.

## 수상 경력

### 국제 대회
가나 U-20
- 아프리카 유스 챔피언십 금메달: 2009
- FIFA U-20 월드컵 우승: 2009

- 아프리카 네이션스컵 은메달: 2010
- FIFA 푸슈카시상: 2012년 노미네이트